# 李貞 (隆慶進士)
李貞（1537年—？），字元之，號復菴，河南潁川衛人，軍籍，明朝政治人物。

## 生平
河南鄉試第五名舉人，隆慶五年（1571年）中式辛未科會試第二百八十五名，三甲第一百九十七名進士。授岳阳知县，六年调任山阳县，萬曆二年（1574年）调任山东宁阳县，七年升湖广襄陽府同知，卒于官。

## 家族
曾祖李貴，義官；祖父李琮，義官；父李蘭，義官。嫡母張氏；生母鄭氏。永感下。兄李炳，戶部主事；李燈，冠帶生員；李煥；李灴。